# Tifariti
Tifariti, ook vertaald als Tifarita (Arabisch: تيفاريتي), is een stad in het noordoosten van de Westelijke Sahara. Het is de hoofdstad van de Arabische Democratische Republiek Sahara (ADRS). In 2010 had de stad ongeveer 3000 inwoners.                                                                                                                      

## Geschiedenis
De stad is gelegen in de buurt van een oase, daardoor is de stad al sinds de middeleeuwen een verblijfplaats voor nomadische stammen. In 1912 werd een expeditie van het Franse Vreemdelingenlegioen aangevoerd door kapitein Gerard verslagen door Sahrawinomaden.
Daarna werd de stad gebruikt door de Spaanse autoriteiten als een militaire buitenpost in de woestijn.

## Intifada voor de onafhankelijkheid
In 1975 brak de oorlog van onafhankelijkheid uit in de westelijke Sahara. Tijdens de oorlog werd de stad meerdere malen bezet door het Polisario en de Marokkaanse regering. In 1979, na de slag om Tifariti, werd de stad veroverd door het Polisario en werd niet meer heroverd. Tijdens de oorlog is de stad zwaar beschadigd door bombardementen. Er zijn nog steeds veel actieve landmijnen in de stad aanwezig. De meeste inwoners zijn tijdens de oorlog naar Tindouf in Algerije gevlucht.

## Infrastructuur
In 1999 werd het Navarra Ziekenhuis gebouwd. In 2005 werden de patiënten geëvacueerd vanwege de dreiging van de oorlog. Een jaar later mochten ze weer terugkomen. Op 21 mei 2005 introduceerde Mohamed Abdelaziz (de president van de ADRS) het ontwerp van het gebouw van het Sahrawi-parlement en een nieuw district, het "Solidariteitsdistrict".
Op 27 februari 2007 werd een gemeente van 150 huizen genaamd de "Solidariteitsbuurt" gebouwd met steun van Spanje, ook werd er een moskee gebouwd. Op 29 februari 2008 werd er een dam aangelegd om de lokale bevolking van water te voorzien. Dit werd gefinancierd door Zuid-Afrika.
De stad heeft een Universiteit.